# Platea (mitología)
En la mitología griega Platea (en griego Πλάταια, Plátaia), según los habitantes de Platea, llamados plateenses o plateos, toman su nombre por Platea, hija del río Asopo. Otros dicen que Platea se llama así por la «pala (πλάτη, pláte)» de los remos, y los plateos eran los que se ganaban la vida con los remos. La madre de las hijas de Asopo suele ser Metope pero no se cita que Platea fuera el caso. Platea pudiera ser la misma que Oéroe (Ὠερόη), otra hija de Asopo, que dio su nombre a una corriente de agua que dicurre por Platea.
Los plateenses no conocen a ningún otro rey excepto a Asopo y antes a Citerón. Por ellos dicen que fueron puestos los nombre del monte Citerón y el río Asopo. Otros creen que Platea dio su nombre a la ciudad de Platea, pero era hija del rey Asopo, no del río. Se cuenta que hubo una vez en la que Hera, irritada contra Zeus, se retiró a Eubea. Como Zeus no podía persuadir a su mujer para que volviera acudió al rey Citerón, que era muy sabio. Citerón aconsejó a Zeus que hiciera una imagen de madera y que dijera que se casaba con Platea, la hija de Asopo. En la misma Platea, avanzando desde el altar y la imagen que han hecho en honor de Zeus Eleuterio, hay un heroon de Platea.